# Sigillum Neronis
Sigillum Neronis (en français « sceau de Néron » ou « cachet de Néron ») est le nom latin donné à une intaille gréco-romaine en cornaline représentant Apollon et Marsyas. Créée entre la fin du Ier siècle av. J.-C. et le début du Ier siècle apr. J.-C., elle est conservée au Musée archéologique national de Naples (inv. 26051). Propriété des Médicis entre le XVe siècle et le XVIe siècle, elle a souvent été imitée et a inspiré plusieurs artistes de la Renaissance.

## Description
Haute de 4 centimètres et large de 3,4 centimètres, l'intaille a été sculptée dans de la cornaline rouge sombre. À gauche (à droite sur les moulages), on voit un Apollon citharède presque nu. À droite, représenté sous les traits d'un homme barbu et non sous ceux d'un satyre, Marsyas, assis sur une peau de bête, est attaché à un arbre, les mains liées dans le dos, dans l'attente de son supplice. La flûte de Marsyas pend à l'une des branches de l'arbre. Entre le dieu et sa victime, on voit un petit personnage nu à genoux qui implore Apollon. Il s'agit probablement d'Olympos, jeune disciple de Marsyas.
Entre la tête du satyre et le bord de l'intaille, on lit l'inscription .LAV.R.MED., gravée au XVe siècle pour Laurent de Médicis.

## Histoire
L'intaille aurait été réalisée à la fin du Ier siècle av. J.-C. ou au début du siècle suivant. Elle est attribuée au glypticien grec Dioscouridès (d), actif sous le règne d'Auguste. Il est possible que ce dernier soit le commanditaire de l'intaille et qu'il se soit ainsi identifié au dieu sévère et inflexible, triomphant des forces dionysiaques incarnées par Marc Antoine et représentées ici par le satyre vaincu.
Au cours du premier tiers du XVe siècle, l'intaille appartenait à la puissante famille florentine des Médicis.
Dans le deuxième de ses Commentaires, rédigé vers 1450, l'orfèvre Lorenzo Ghiberti raconte qu'il réalisa pour Sainte-Marie-des-Anges la Châsse des trois martyrs, datée de 1428. Il ajoute ensuite qu'« à la même époque » (in detto tempo) il fut chargé de monter une intaille en sceau : « J'ai monté en or une cornaline de la grosseur d'une coquille de noix, sur laquelle quelque grand maître de l'Antiquité avait gravé trois figures. Je fis un dragon dont les ailes étaient à demi déployées. Avec la tête baissée il soutenait de son cou recourbé la pierre qui repose entre ses ailes. Le dragon ou serpent, dont je parle, était entouré de feuilles de lierre que j'ai ciselées de mon mieux. Le nom de Néron était gravé en lettres antiques autour desdites figures. Ces figures représentaient un vieillard assis sur un rocher, les épaules couvertes d'une peau de lion. Ses mains étaient liées derrière lui à un arbre mort. A ses pieds, il y avait un enfant, un genou en terre, regardant un adolescent qui tenait d'une main un écrit et de l'autre une lyre. L'enfant semblait supplier le jeune homme de lui apprendre à jouer. Ces trois figures n'ont pas été gravées de notre temps. Elles sont de Pyrgotèle ou de Polyclète, et comme gravure en creux elles surpassent tout ce que j'ai vu dans ce genre ».
L'inscription gravée sur le chaton du sceau (NERO CLAVDIVS CAESAR AVGVSTVS GERMANICVS P. MAX TR. P. IMP. P. P.), inspirée d'une monnaie néronienne, valut dès lors à l'intaille son appellation de « sceau de Néron ».
Selon Vasari, le commanditaire du sceau aurait été « Jean, fils de Cosme de Médicis », mais celui-ci n'avait que sept ans en 1428. Il pourrait donc plutôt s'agir du père de Cosme, Jean de Médicis, mort en 1429.
Dans la seconde moitié du siècle, le sceau fut la propriété de Laurent le Magnifique, petit-fils de Côme, qui fit graver son nom sur le bord de la pierre. Son fils aîné, Pierre II de Médicis, hérita de l'intaille, qu'il emporta avec lui lors de sa fuite de Florence en novembre 1494.
Petit-fils de Pierre II, Alexandre de Médicis mourut en 1537. Sa veuve, Marguerite d'Autriche, se remaria l'année suivante avec Octave Farnèse. Une partie des collections médicéennes rejoignit ainsi celles de la maison Farnèse, à Parme. Après la mort d'Antoine Farnèse, elles furent héritées par l'infant Charles de Bourbon , fils d'Élisabeth Farnèse. En 1734, Charles devint roi de Naples, où les collections familiales furent définitivement transférées.
Conservée d'abord au palais royal de Capodimonte, l'intaille entra en 1816-1817 au Real Museo Borbonico devenu ensuite le Musée archéologique national de Naples (MANN). Elle a été brisée par accident en 1972.

## Copies et postérité artistique
L'intaille a exercé une grande influence sur les artistes dès le milieu du XVe siècle, comme en témoigne la médaille à l'effigie du musicien allemand Nicolas Schlifer, réalisée en 1457 par le médailliste vénitien Giovanni Boldù. Ce dernier s'est en effet inspiré de l'Apollon de l'intaille pour représenter le personnage d'Orphée visible au revers de cette œuvre.
Propriétaire de l’œuvre dans les années 1480-1490, Laurent le Magnifique en fit réaliser plusieurs copies, à l'exemple de l'intaille conservée au Département des Monnaies, médailles et antiques de la Bibliothèque nationale de France (inv. 58.2299) ou du camée porté en pendentif par Simonetta Vespucci sur son portrait peint par Botticelli dans les années 1480.
Le motif de l'intaille est également repris dans des ornements d'architecture, comme à Crémone, sur le portail du palais Stanga, attribué à Pietro da Rho (années 1490-1500), ou à Florence, pour l'un des tondi en terre-cuite modelés par Giovanni Francesco Rustici pour la cour intérieure de la villa Salviati (vers 1522-1526).

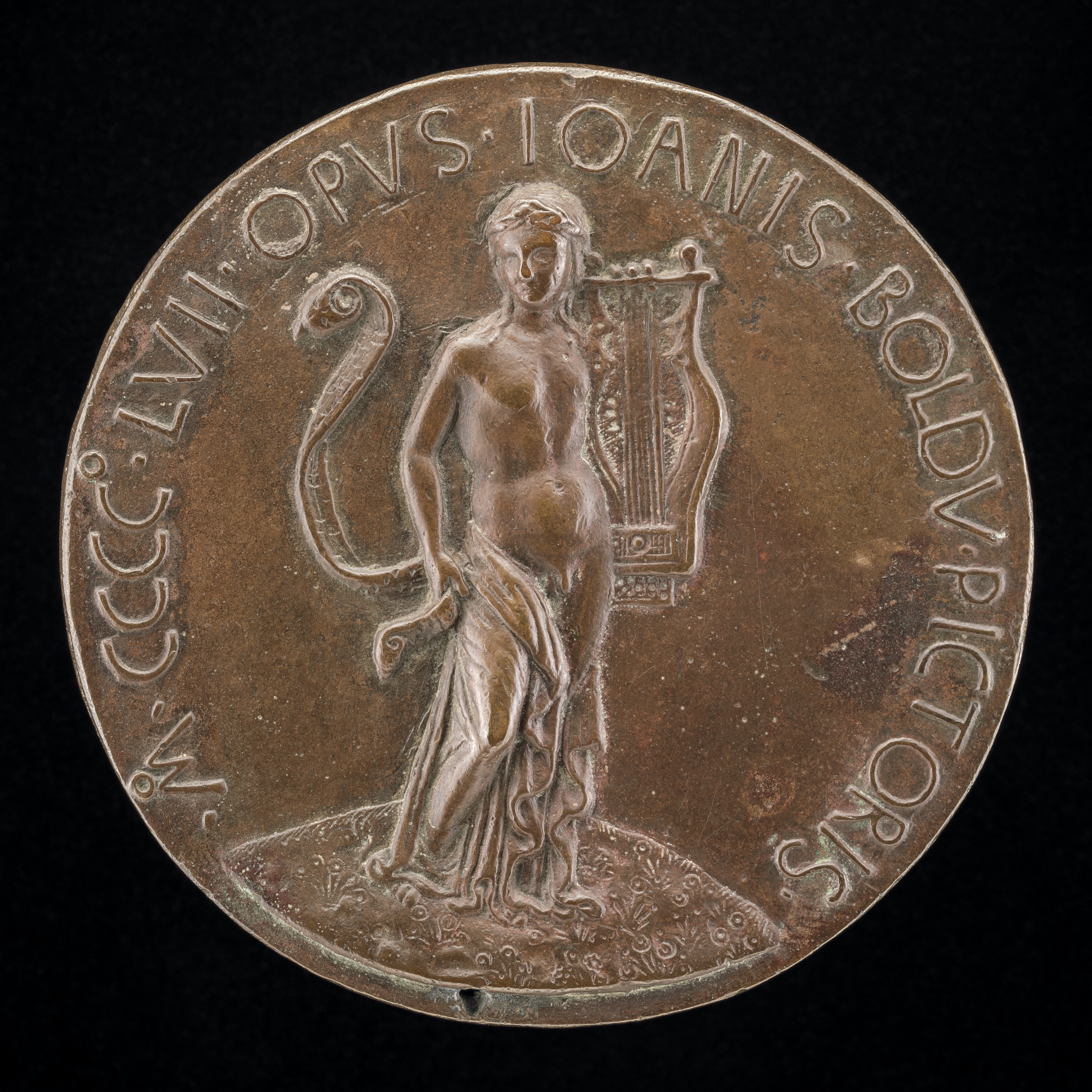
Giovanni Boldù, Orphée au revers de la médaille de Nicolas Schlifer (1457).
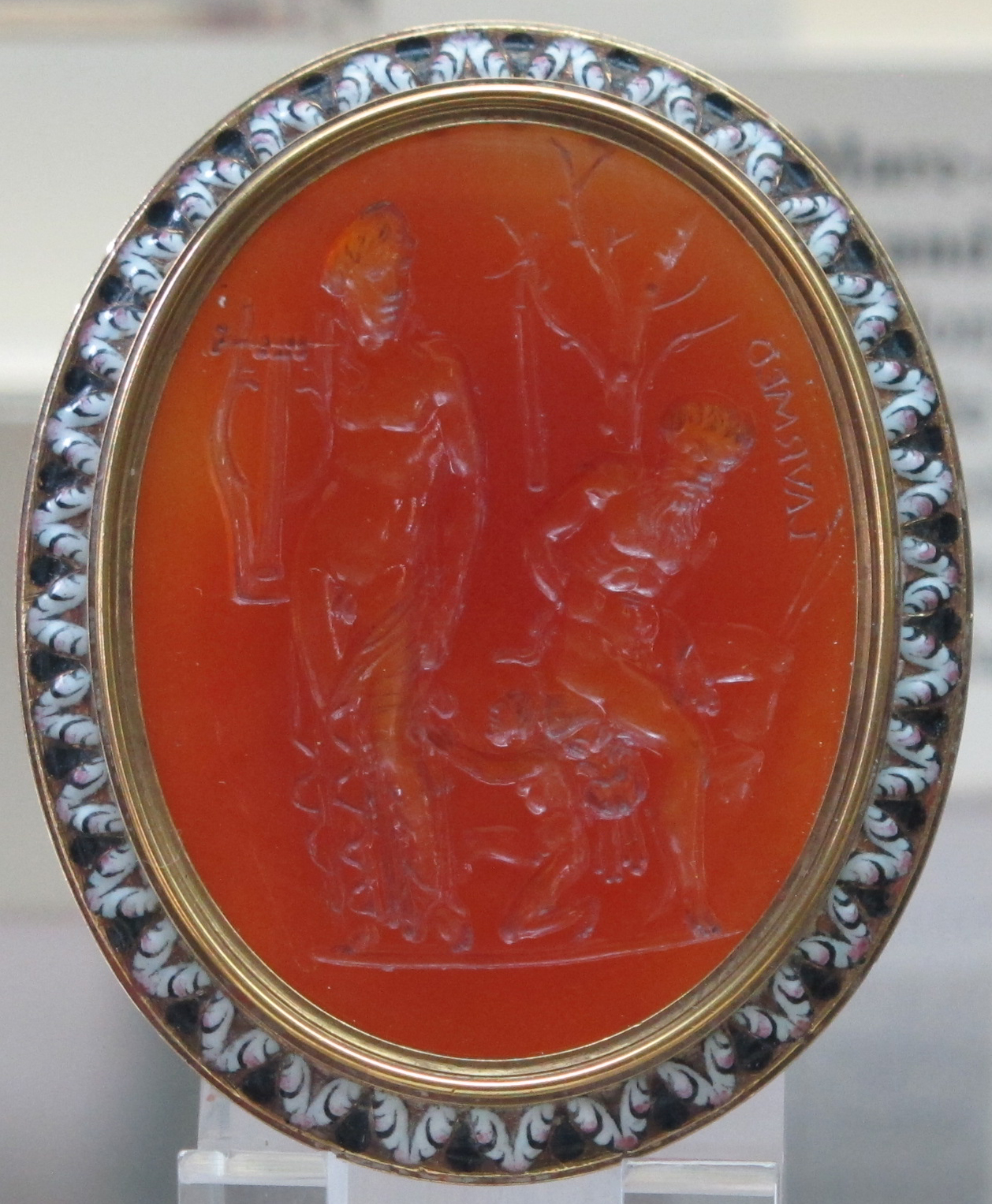
Copie du cabinet des médailles, fin du XVe siècle (monture du XVIIe siècle).
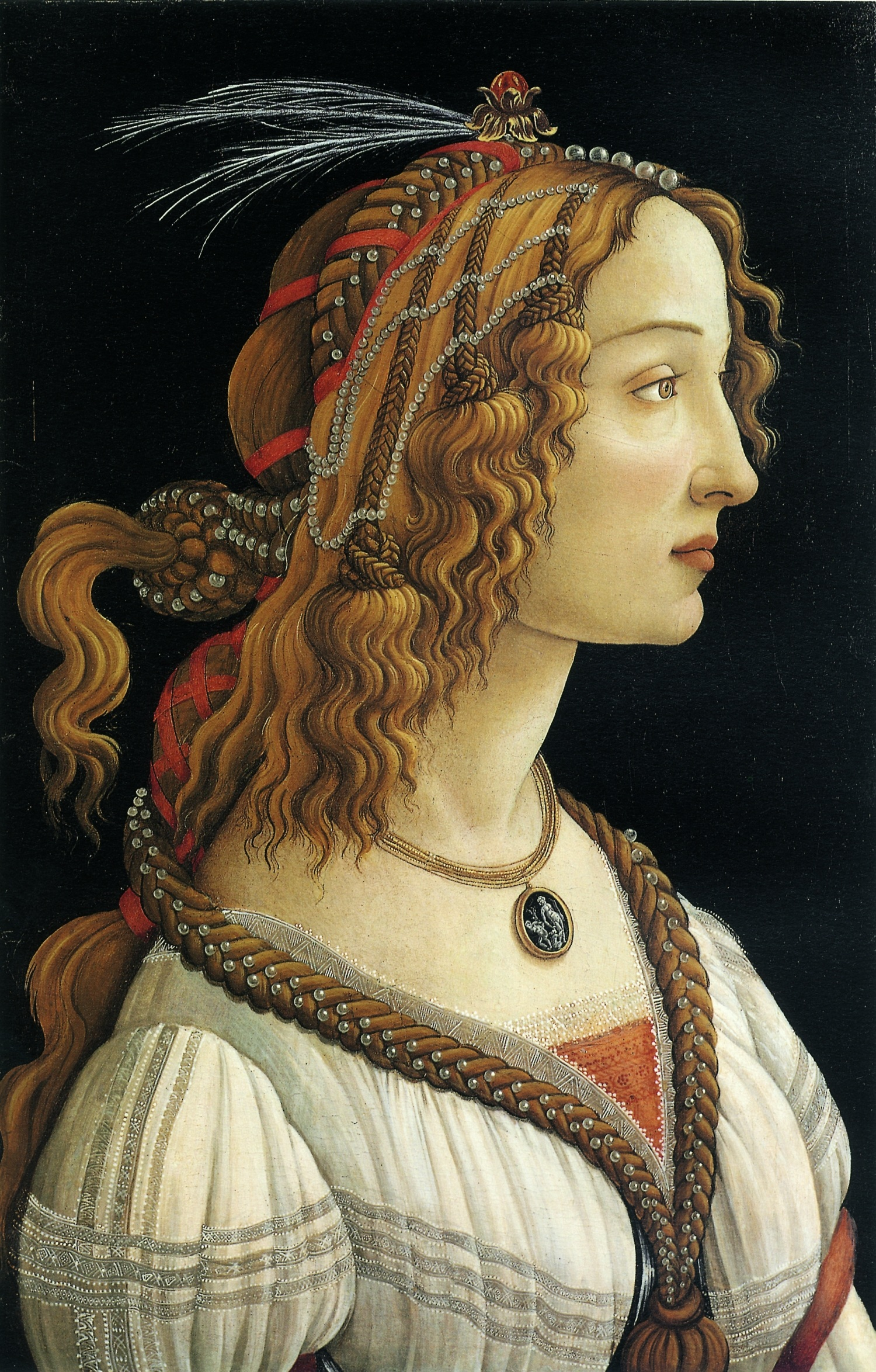
Sandro Botticelli, Portrait de Simonetta Vespucci, vers 1480-1485, Francfort, Musée Städel.
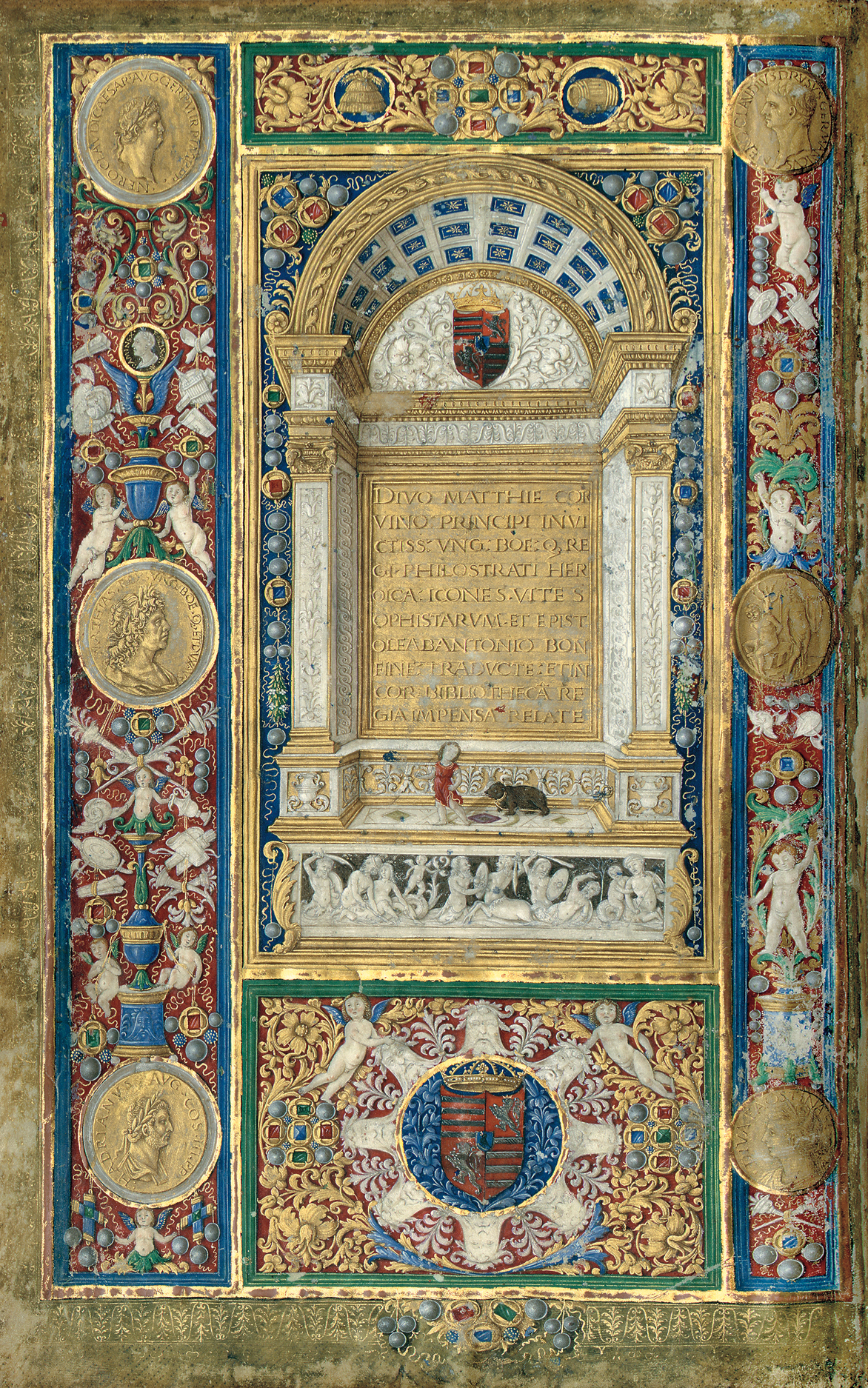
Giovanni Boccardi, Frontispice des Héroïques de Philostrate le Jeune dédié à Matthias Corvin, fin des années 1480, Budapest, Bibliothèque nationale Széchényi.
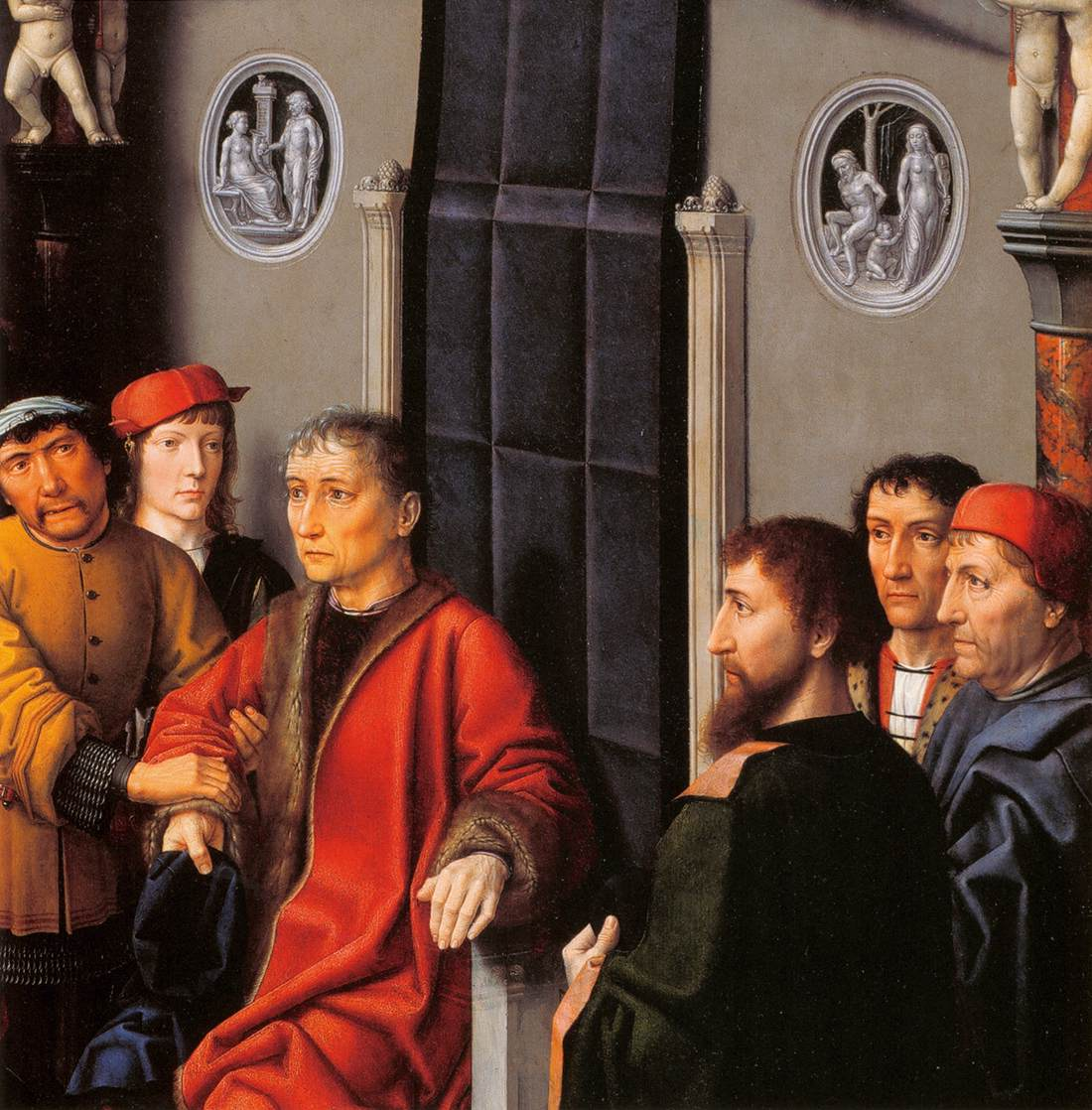
Gérard David, Le Jugement de Cambyse (détail du panneau de gauche), 1498, Bruges, Musée Groeninge.
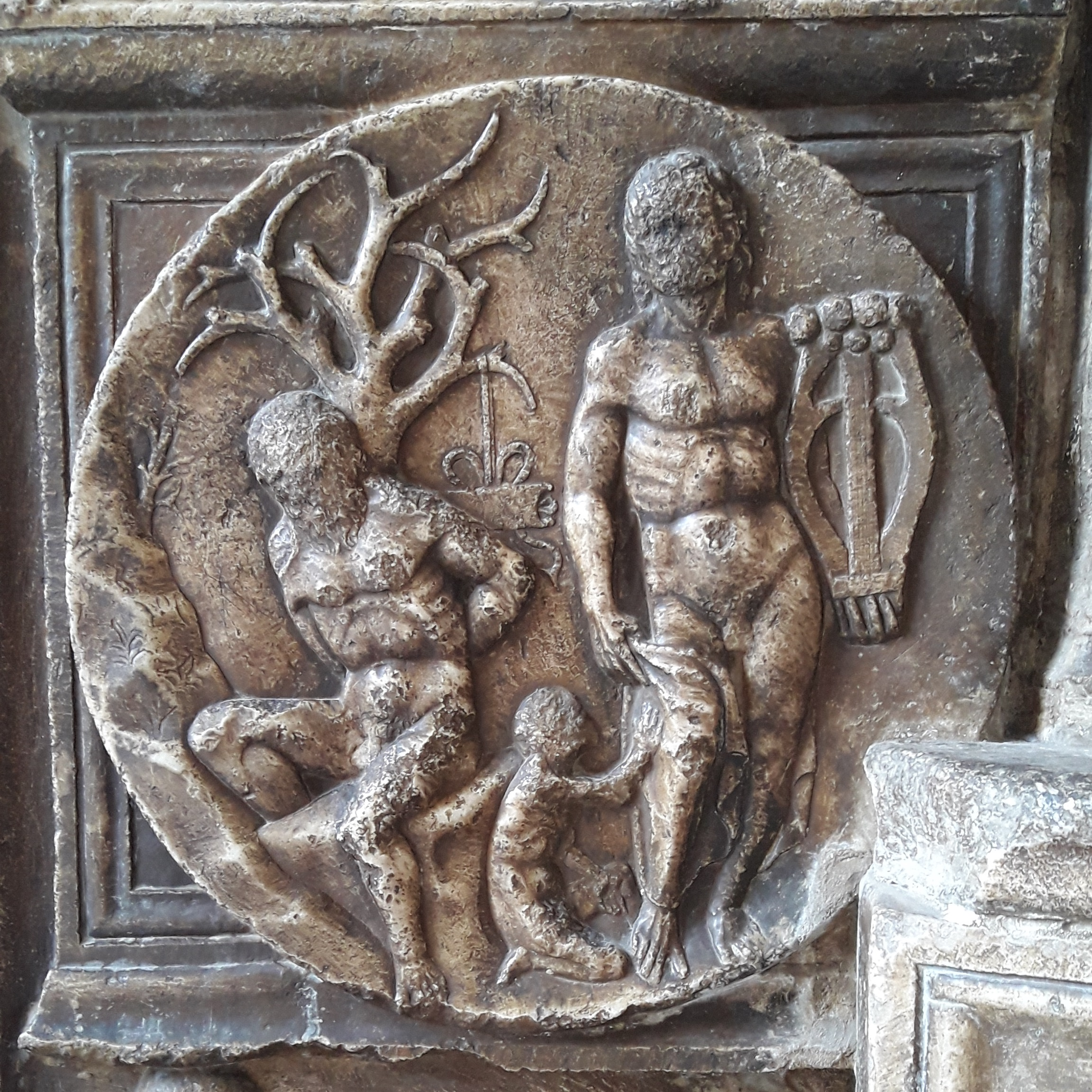
Détail des reliefs de la Porta Stanga, vers 1490-1500, Paris, Musée du Louvre.
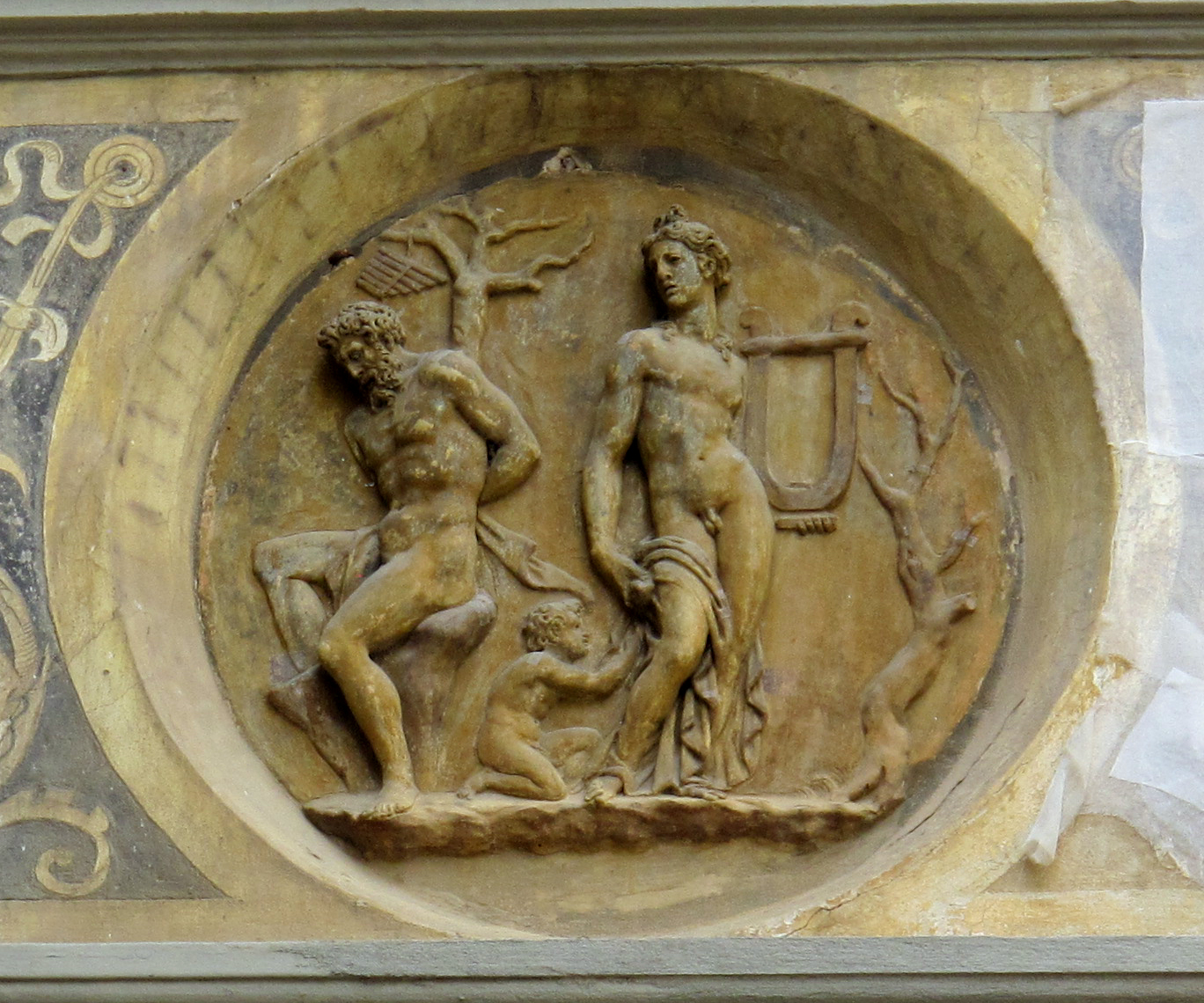
Giovanni Francesco Rustici, Tondo de la cour intérieure de la villa Salviati (vers 1522-1526).
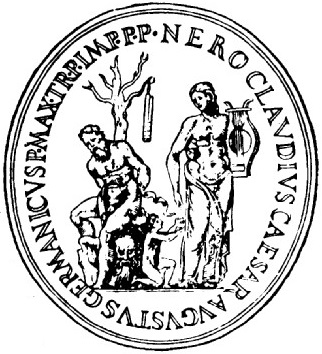
Gravure illustrant le Discours de la religion des anciens romains de Guillaume du Choul (1556)

La diffusion précoce du motif de l'intaille dépasse l'Italie, comme en témoigne le panneau gauche du Jugement de Cambyse, un tableau de justice brugeois achevé en 1498 par le peintre néerlandais Gérard David. On y voit en effet un bas-relief inspiré d'un moulage de l'intaille. L'allusion au supplice de Marsyas y préfigure la scène de l'écorchement du juge corrompu, visible sur le second panneau.